# Muttamussinsack
Muttamussinsack, jedno od sela algonquianske konfederacije Powhatan, koje se nalazilo 1608. na sjevernoj obali rijeke Rappahannock u okrugu Caroline u Virginiji. 
Navodi se na Smithovoj mapi iz 1629. (reprint 1819.).